# Лебедев, Алексей Владимирович
Алексе́й Влади́мирович Ле́бедев (род. 29 мая 1973, Мурманск) — российский драматург, сценарист, режиссёр и кинопродюсер, в прошлом — программист. Прежде всего известен как один из создателей и бывший ведущий сценарист анимационного сериала «Смешарики». Создатель, сценарист, режиссёр и продюсер сериалов «Атомный лес», «Пиратская школа», «Приключения Пети и Волка».

## Биография
Родился 29 мая 1973 года в Мурманске. Окончил суворовское училище в Ленинграде, кафедру режиссуры Санкт-Петербургского гуманитарного университета профсоюзов (1997, актёрско-режиссёрский курс у Зиновия Яковлевича Корогодского), математико-механический факультет Санкт-Петербургского государственного университета (2001). Работал актёром и режиссёром драматического театра, разработчиком программного обеспечения.
В 1998 году Алексей Лебедев написал свой первый полнометражный сценарий к игровому кино, комедию «Шкаф эпохи Бидермайер», который дошёл до двух режиссёров, Константина Бронзита и Александра Баширова, но по настоящее время фильм так и не был снят.

В 2003 году знакомые Лебедева пригласили его на студию «Петербург», где он среди прочих кандидатов сразу же был выбран ведущим сценаристом. В сериях по его сценарию были заложены чёткая драматургическая структура (будто пишется разработка компьютерной программы), развитие каждого героя, умение вести разговор с детской аудиторией на взрослые темы через историю, за что зрители разных возрастов и полюбили мультсериал. Фразы из серий по его сценарию разошлись на цитаты и ушли в народ. Художественный руководитель проекта «Смешарики» Анатолий Прохоров, говоря об Алексее Лебедеве, отметил в нём следующее: 
Лебедев — человек уникальный, он двухголовый, как дракон, и это объясняет, отчего многое может в драматургии. С одной стороны, он театральный актёр и режиссёр, а с другой — работал системным программистом в американской компании, то есть у него системные мозги. А известно, что драматургия не может без системных мозгов, там нужно постоянно складывать некий пасьянс с жёсткой структурой, который при этом должен быть каждый раз свежим. Кроме того, Лёша очень быстро рос на «Смешариках». До него нам предлагали какие-то обычные сюсюкающие детские истории. У него уже первые два сценария были очень профессиональными, хоть и простыми. Но, начиная с третьего сценария «Фанерное солнце», в его историях вдруг появилась удивительная тонкость, которую уже, если угодно, можно назвать взрослой, но которую дети тоже могли осознать. Лёша всё время набирал обороты, и в финале у него уже было много таких экзистенциальных историй, что вставал вопрос: «А детям-то что в них?» Так Лебедев вырулил на сценарии «с двойным смысловым дном», как мы это назвали. И тогда у нас уже для других сценаристов в так называемом «Сценарном евангелии “Смешариков”» появилось первое требование: история должна быть интересна взрослым и понятна детям. Формирование этого типа истории — Лёшина неоспоримая заслуга, и в истории отечественной художественной культуры для детей, где всегда было много сюсюканья, пожалуй, мы благодаря Лебедеву первыми открывали взрослый мир, взрослые чувства и психологические ситуации старшим дошкольникам.— Анатолий Прохоров.
Также его немаловажной заслугой в «Смешариках» является то, что он привёл в этот проект своих студенческих друзей, которые впоследствии стали неотъемлемой его частью, а именно композиторов Сергея Васильева и Марину Ланду, а также актёров Антона Виноградова (голос Кроша) и Сергея Мардаря (голос Кар-Карыча и Совуньи).
Написал сценарии для более чем 250 серий «Смешариков». Также отредактировал первые пять сценариев, написанных Дмитрием Яковенко и один написанный Светланой Мардаголимовой, позже ставших постоянными сценаристами проекта. Некоторые свои сценарии  он переделал в рассказы, и они были опубликованы в сборниках сказок бренда «Смешарики».
В 2006 году вместе с Денисом Черновым принимал участие в беседе с форумчанами сайта «prodisney.ru».

Является автором сценария первого полнометражного фильма франшизы — «Смешарики. Начало», съёмки которого велись с 2007 года. Посмотрев финальную версию фильма, Алексей Лебедев отозвался о нём не очень хорошо, ведь, как он отметил в одном интервью: 
Буквально сценарий отличается от постановки парой сцен, но вопрос не в букве, а в духе. Я писал историю про конфликт человека и цивилизации. Незнание тв героями был ходом, который этот конфликт сделает выпуклым и фактурным. Это условность. Та самая условность, с которой начинаются истории, типа «А представьте, что где-то добрые романтичные идеалисты первый раз увидели тв и поехали спасать мир». Донкихотство. Как вам известно, идальго тоже поехал всех спасать, начитавшись романов. Но в постановке история «Начала» получилась «про идиотов в городе». Вот и представьте постановку «Дон Кихота», где всё будет по букве, как у Сервантеса, но, типа, комедия с дураком. Будет и не интересно, потому что дураку не переживаешь, и не смешно, потому что это не комедия с дураком, и юмор там проявлять нужно другими средствами.— Алексей Лебедев
Алексей Лебедев также написал первый вариант сценария второго полнометражного фильма по Смешарикам. По слухам, в центре этой истории должны были фигурировать луна и сновидения, однако режиссёр Денис Чернов не проникся этой историей, из-за чего предпочёл написать свой сценарий совместно с Дмитрием Яковенко.
В 2012 году ушёл из проекта «Смешарики», посвятив свои последние сценарии семи смертным грехам. После ухода начал производство своего нового независимого проекта «Атомный лес», где он выступил в роли режиссёра-постановщика, аниматора и продюсера сам, для экономии на создателях. По его собственному признанию, проект «Атомный лес» был воплощением его мечты, однако из-за некоторых организационных перестановок в руководстве канала «2х2» в результате выкупа государственной структуры АО «Газпром-медиа холдинг» в 2013—2014 годах и экономического кризиса 2014—2015 годов было принято решение закрыть сериал в 2014 году. Он также написал полнометражный сценарий по «Атомному лесу» и предпринял попытку сбора средств на краудфандинговой платформе, но так их и не собрал.
После закрытия «Атомного леса» Алексей Лебедев ненадолго возвращается к «Смешарикам» и в августе-сентябре 2015 года пишет сценарий двенадцати серий для спин-оффа «Смешарики. Спорт». Один из его сценариев так и не был использован по причине того, что действие эпизода происходило под водой, а реализовать воду в трёхмерной анимации было очень дорого.
С 2018 года сотрудничает со студией «Союзмультфильм» в Москве и создает два проекта — «Пиратская школа» и «Приключения Пети и Волка». Сериалы получились не менее интересными и увлекательными, чем классический сериал «Смешариков».
Также в 2018 Лебедева попросили написать скетч для спецвыпуска «Смешариков» — «Вид сверху», однако из за своей длительности он не был принят в серию. Позже, этот сценарий выйдет в составе «Нового сезона» 13 апреля 2023 под названием «Неизвестный кот в ящике».
С 2019 года студия «Петербург» возрождает новый сезон «Смешариков» по сценариям Алексея Лебедева написанным им с 2003 по 2012 год, которые тогда ещё не были экранизированы.
В 2021 году снялся в нескольких сериях документального цикла про историю российской анимации «Кто нас нарисовал».
На 2024 год запланирован выход нового сериала Алексея Лебедева в жанре «взрослой анимации» «Принц галактики», где он выступит в качестве сценариста и режиссёра. Проектом занимается продюсерский центр «Рики», которая владеет правами на «Смешариков».
Несмотря на то, что Алексей Лебедев не работает над «Смешариками» более 10 лет, он до сих пор продолжает активно поддерживать со своими коллегами дружеские связи и постоянно приглашает их в свои проекты.

## Фильмография
| Год              | Работа                                                                | Сценарист | Режиссёр  | Продюсер  | Аниматор  | Редактор  | Примечания |
| ---------------- | --------------------------------------------------------------------- | --------- | --------- | --------- | --------- | --------- | --- |
| —                | «Шкаф эпохи Бидермайер»                                               | зелёная ✓ | —         | —         | —         | —         | сценарий писался с 1997 по 1998 год |
| 2003—2012        | «Смешарики», «Смешарики. Новые приключения», «Смешарики. Новый сезон» | зелёная ✓ | —         | —         | —         | зелёная ✓ | 230 6-минутных серий - 164 из 230 сценариев были использованы в классическом сезоне - Серии «Иллюзионист» и «Только никому не говори» подверглись редактуре сценария и вероятно были растянуты с 6-ти на 10 минут - был редактором 36, 50-51, 54, 62 и 69 серии классического сериала |
| 2004             | «Восемь жизней за билет»                                              | зелёная ✓ | —         | —         | —         | —         | сценарий написан, но не был экранизирован |
| 2008             | «Котополис»                                                           | зелёная ✓ | —         | —         | —         | зелёная ✓ | - руководитель сценарной группы |
| 2011             | «Смешарики. Начало»                                                   | зелёная ✓ | —         | —         | —         | —         | сценарий написан в 2005 году |
| 2012—2013        | «Смешарики. Новые приключения»                                        | зелёная ✓ | —         | —         | —         | —         | 10 10-минутных серий |
| 2012—2014        | «Атомный лес»                                                         | зелёная ✓ | зелёная ✓ | зелёная ✓ | зелёная ✓ | —         | — |
| —                | «Атомный лес. Новое приключение господина Б»                          | зелёная ✓ | —         | —         | —         | —         | сценарий написан, но не был экранизирован |
| 2016—2018        | «Смешарики. Спорт»                                                    | зелёная ✓ | —         | —         | —         | —         | - все сценарии написаны в 2015 году - 11 из 12 сценариев были использованы |
| 2018—2020        | «Пиратская школа»                                                     | зелёная ✓ | зелёная ✓ | зелёная ✓ | зелёная ✓ | —         | — |
| 2018—наст. время | «Приключения Пети и Волка»                                            | зелёная ✓ | зелёная ✓ | зелёная ✓ | зелёная ✓ | —         | — |
| 2023             | «Смешарики. Новый сезон», серия «Неизвестный кот в ящике»             | зелёная ✓ | зелёная ✓ | —         | —         | —         | - Сценарий написан в 2018 году в качестве скетча для выпуска «Вид сверху», но сценарий не был принят в выпуск из за его длительности |
| 2024             | «Принц Галактики»                                                     | зелёная ✓ | зелёная ✓ | —         | —         | —         | — |

### Актёр озвучивания
| Год       |    | Название                 | Роль                                                     |
| --------- | -- | ------------------------ | -------------------------------------------------------- |
| 2004—2006 | мс | Смешарики                | диктор радио (серии «Некультурный» и «Футбол. 1-й тайм») |
| 2012—2014 | мс | Атомный лес              | Михаил «Мишель Лермонтов» / второстепенные персонажи     |
| 2018—2020 | мс | Пиратская школа          | Клешня / второстепенные персонажи                        |
| 2018      | мс | Приключения Пети и Волка | ведущий новостей / второстепенные персонажи              |

### Серии «Смешариков» по сценарию Алексея Лебедева
| № серии | Название                          | Режиссёр серии                    | Примечания                                                                              | Год производства |
| ------- | --------------------------------- | --------------------------------- | --------------------------------------------------------------------------------------- | ---------------- |
| 1       | Скамейка                          | Денис Чернов                      | —                                                                                       | 2003             |
| 2       | Принц для Нюши                    | Илья Максимов, Михаил Мещанинов   | —                                                                                       | 2003             |
| 3       | Фанерное солнце                   | Илья Максимов, Константин Бирюков | —                                                                                       | 2003             |
| 4       | Куда уходит Старый Год?           | Денис Чернов                      | —                                                                                       | 2003             |
| 5       | Энергия храпа                     | Денис Чернов                      | —                                                                                       | 2003             |
| 6       | Железная няня                     | Денис Чернов                      | —                                                                                       | 2003             |
| 7       | Подарок судьбы                    | Илья Максимов, Михаил Мещанинов   | —                                                                                       | 2004             |
| 9       | Некультурный                      | Денис Чернов                      | —                                                                                       | 2004             |
| 10      | Забытая история                   | Денис Чернов                      | —                                                                                       | 2004             |
| 12      | Как собрать друзей по-быстрому    | Денис Чернов                      | —                                                                                       | 2004             |
| 13      | Телеграф                          | Денис Чернов                      | —                                                                                       | 2004             |
| 14      | Коллекция                         | Денис Чернов                      | —                                                                                       | 2004             |
| 15      | Лили                              | Денис Чернов                      | —                                                                                       | 2004             |
| 16      | Биография зонтика                 | Константин Бирюков                | —                                                                                       | 2004             |
| 17      | Ля                                | Джангир Сулейманов                | —                                                                                       | 2004             |
| 18      | Путь в приличное общество         | Денис Чернов                      | —                                                                                       | 2004             |
| 19      | День рождения Нюши                | Денис Чернов                      | —                                                                                       | 2004             |
| 20      | Гольф                             | Константин Бирюков                | —                                                                                       | 2004             |
| 21      | Полёты во сне и наяву             | Денис Чернов                      | —                                                                                       | 2004             |
| 22      | Событие века                      | Денис Чернов                      | —                                                                                       | 2004             |
| 23      | Как стать звездой                 | Константин Бирюков                | —                                                                                       | 2004             |
| 25      | Балласт                           | Денис Чернов                      | —                                                                                       | 2004             |
| 26      | Рецепт хорошего отдыха            | Джангир Сулейманов                | —                                                                                       | 2004             |
| 28      | Красота                           | Денис Чернов                      | —                                                                                       | 2004             |
| 29      | Последняя радуга                  | Денис Чернов                      | —                                                                                       | 2004             |
| 30      | Большие гонки                     | Денис Чернов                      | серия написана по заказу Дениса Чернова                                                 | 2004             |
| 31      | Магнетизм                         | Константин Бирюков                | —                                                                                       | 2004             |
| 32      | Тайное общество                   | Джангир Сулейманов                | —                                                                                       | 2004             |
| 33      | Горы и конфеты                    | Денис Чернов                      | —                                                                                       | 2004             |
| 34      | Что нужно всем                    | Джангир Сулейманов                | —                                                                                       | 2005             |
| 35      | Торжество разума                  | Денис Чернов                      | —                                                                                       | 2005             |
| 37      | Это сладкое слово «мёд»           | Денис Чернов                      | —                                                                                       | 2005             |
| 38      | Играй, гармония!                  | Джангир Сулейманов                | —                                                                                       | 2005             |
| 39      | Талисман                          | Андрей Колпин, Алексей Горбунов   | —                                                                                       | 2005             |
| 40      | Страшилка для Нюши                | Денис Чернов                      | —                                                                                       | 2005             |
| 41      | Маленькое большое море            | Алексей Горбунов                  | —                                                                                       | 2005             |
| 42      | Операция «Дед Мороз»              | Денис Чернов                      | —                                                                                       | 2005             |
| 43      | Думают ли о Вас на звёздах?       | Денис Чернов                      | —                                                                                       | 2005             |
| 44      | Приятные новости                  | Константин Бирюков                | —                                                                                       | 2005             |
| 45      | Бабочка                           | Денис Чернов                      | —                                                                                       | 2005             |
| 46      | Археология                        | Алексей Горбунов                  | —                                                                                       | 2005             |
| 47      | Метеорология                      | Джангир Сулейманов                | —                                                                                       | 2005             |
| 48      | Танцор диско                      | Денис Чернов                      | —                                                                                       | 2005             |
| 49      | Мыльная опера                     | Денис Чернов                      | —                                                                                       | 2005             |
| 52      | Обещание                          | Денис Чернов                      | —                                                                                       | 2005             |
| 53      | Педагогическая поэма              | Денис Чернов                      | —                                                                                       | 2005             |
| 55      | Мисс Вселенная                    | Сергей Гордеев                    | —                                                                                       | 2005             |
| 57-58   | Футбол                            | Денис Чернов                      | —                                                                                       | 2006             |
| 60      | Снотворец                         | Денис Чернов                      | —                                                                                       | 2006             |
| 61      | В начале было слово               | Джангир Сулейманов                | —                                                                                       | 2006             |
| 63      | День справедливости               | Денис Чернов                      | —                                                                                       | 2006             |
| 64      | Кордебалет                        | Алексей Горбунов, Сергей Гордеев  | —                                                                                       | 2006             |
| 65      | Дар                               | Денис Чернов                      | —                                                                                       | 2006             |
| 66      | Большой куш                       | Андрей Колпин                     | —                                                                                       | 2006             |
| 67      | Невоспитанный клон                | Денис Чернов                      | —                                                                                       | 2006             |
| 68      | Основной инстинкт                 | Денис Чернов                      | —                                                                                       | 2006             |
| 70      | Ежидзе                            | Денис Чернов                      | —                                                                                       | 2006             |
| 72      | Ёжик и здоровье                   | Алексей Горбунов                  | —                                                                                       | 2006             |
| 73      | Биби и его папа                   | Джангир Сулейманов                | —                                                                                       | 2006             |
| 74      | Моя прелесть                      | Роман Соколов                     | —                                                                                       | 2006             |
| 75      | Двигатель прогресса               | Денис Чернов                      | —                                                                                       | 2006             |
| 76      | Маскарад                          | Денис Чернов                      | —                                                                                       | 2006             |
| 77      | Бойкот                            | Роман Соколов                     | —                                                                                       | 2006             |
| 78      | Каникулы Биби                     | Денис Чернов                      | —                                                                                       | 2006             |
| 79-80   | Космическая одиссея               | Алексей Горбунов                  | —                                                                                       | 2006             |
| 82      | Личная жизнь                      | Наталья Мирзоян                   | —                                                                                       | 2006             |
| 83      | Роман в письмах                   | Алексей Горбунов                  | —                                                                                       | 2006             |
| 84      | Плюс снег, минус ёлка             | Илья Максимов                     | —                                                                                       | 2007             |
| 85      | Её звали Нюша                     | Илья Максимов                     | —                                                                                       | 2007             |
| 86      | Ёжик в туманности                 | Денис Чернов                      | —                                                                                       | 2007             |
| 87      | Взаперти                          | Денис Чернов                      | —                                                                                       | 2007             |
| 88      | Линии судьбы                      | Джангир Сулейманов                | —                                                                                       | 2007             |
| 89      | Трюфель                           | Наталья Мирзоян                   | —                                                                                       | 2007             |
| 90      | Реалист                           | Илья Максимов                     | —                                                                                       | 2007             |
| 91      | Аноним                            | Константин Бирюков                | —                                                                                       | 2007             |
| 92      | Куда приводят желания             | Роман Соколов                     | —                                                                                       | 2007             |
| 94      | Полоса невезения                  | Наталья Мирзоян                   | —                                                                                       | 2007             |
| 95      | Кулинария                         | Джангир Сулейманов                | —                                                                                       | 2007             |
| 97      | Комната грусти                    | Алексей Горбунов                  | —                                                                                       | 2007             |
| 98      | Вестибулярный аппарат             | Илья Максимов                     | —                                                                                       | 2007             |
| 99      | Герой Плутона                     | Наталья Мирзоян                   | —                                                                                       | 2007             |
| 100     | Смысл жизни                       | Джангир Сулейманов                | —                                                                                       | 2007             |
| 103     | Лабиринт                          | Наталья Мирзоян                   | —                                                                                       | 2007             |
| 104     | Зачем нужны друзья                | Джангир Сулейманов                | —                                                                                       | 2007             |
| 105     | Комната смеха                     | Наталья Мирзоян                   | —                                                                                       | 2007             |
| 107     | Самооборона без противника        | Алексей Горбунов                  | —                                                                                       | 2007             |
| 109     | Утерянные извинения               | Александра Аверьянова             | —                                                                                       | 2007             |
| 110     | Право на одиночество              | Алексей Минченок                  | —                                                                                       | 2007             |
| 112     | 1 апреля                          | Алексей Горбунов                  | —                                                                                       | 2008             |
| 113     | Колыбельная для Ёжика             | Роман Соколов, Алла Ярошенко      | —                                                                                       | 2008             |
| 117     | Игра                              | Илья Максимов                     | —                                                                                       | 2008             |
| 118     | Марафонец                         | Илья Максимов                     | —                                                                                       | 2008             |
| 119     | Наш олимпийский чемпион           | Илья Максимов                     | —                                                                                       | 2008             |
| 120     | Комментатор                       | Олег Мусин                        | —                                                                                       | 2008             |
| 121     | Добро, зло и девочки              | Алексей Горбунов                  | —                                                                                       | 2008             |
| 122     | Конец света                       | Наталья Мирзоян                   | —                                                                                       | 2008             |
| 123     | Вишнёвый сад                      | Константин Бирюков                | —                                                                                       | 2008             |
| 124     | Комната страха                    | Константин Бирюков                | —                                                                                       | 2008             |
| 125     | Театр                             | Роман Соколов                     | —                                                                                       | 2008             |
| 126     | Эликсир молодости                 | Александра Аверьянова             | —                                                                                       | 2008             |
| 127-129 | Эффект бабушки                    | Константин Бирюков                | —                                                                                       | 2008             |
| 130     | Красная книга                     | Джангир Сулейманов                | —                                                                                       | 2008             |
| 132     | Пылесос                           | Олег Мусин                        | —                                                                                       | 2009             |
| 134     | Запретный плод                    | Дарина Шмидт                      | —                                                                                       | 2009             |
| 135     | Иди и скажи                       | Наталья Мирзоян, Алла Ярошенко    | —                                                                                       | 2009             |
| 136     | Индийский чай                     | Джангир Сулейманов                | - серия написана по заказу Джангира Сулейманова - сценарий написан не позднее 2006 года | 2009             |
| 137     | Партия будет доиграна             | Алексей Горбунов                  | —                                                                                       | 2009             |
| 139     | Ода для комода                    | Роман Соколов                     | —                                                                                       | 2009             |
| 140     | Чемодан                           | Олег Мусин                        | —                                                                                       | 2009             |
| 141     | Два волшебника                    | Наталья Мирзоян                   | —                                                                                       | 2009             |
| 142     | Бутерброд                         | Александра Аверьянова             | —                                                                                       | 2009             |
| 145     | Верь в меня, Ёжик!                | Илья Максимов                     | —                                                                                       | 2009             |
| 146     | Картография                       | Джангир Сулейманов                | —                                                                                       | 2009             |
| 147     | Сладкая жизнь                     | Алексей Горбунов                  | —                                                                                       | 2009             |
| 151-152 | Слишком фигурное катание          | Наталья Мирзоян                   | —                                                                                       | 2009             |
| 153     | Руки                              | Алексей Минченок                  | серии входят в «Азбуку здоровья»                                                        | 2009             |
| 154     | Распорядок                        | Джангир Сулейманов                | серии входят в «Азбуку здоровья»                                                        | 2009             |
| 155-156 | Новогодняя сказка                 | Алексей Горбунов                  | —                                                                                       | 2009             |
| 158     | Лёд                               | Олег Мусин                        | —                                                                                       | 2009             |
| 163     | Бобслей — дело принципа           | Светлана Мардаголимова            | —                                                                                       | 2009             |
| 164-165 | Хоккей                            | Александра Аверьянова             | —                                                                                       | 2009             |
| 166     | Тренер                            | Александра Аверьянова             | —                                                                                       | 2009             |
| 167     | Музотерапия                       | Олег Мусин                        | —                                                                                       | 2010             |
| 168     | Господин оформитель               | Наталья Мирзоян                   | —                                                                                       | 2010             |
| 169     | О, благодарная!                   | Александра Аверьянова             | —                                                                                       | 2010             |
| 170     | Несколько мелочей на фоне природы | Алексей Минченок                  | —                                                                                       | 2010             |
| 171     | Эрудит                            | Алексей Горбунов                  | —                                                                                       | 2010             |
| 172     | Чёрно-белое кино                  | Роман Соколов                     | —                                                                                       | 2010             |
| 173     | Щедрое небо                       | Олег Мусин                        | —                                                                                       | 2010             |
| 174     | Теория относительности            | Алексей Горбунов                  | —                                                                                       | 2010             |
| 176     | Кто дёргает за ниточки?           | Александра Аверьянова             | —                                                                                       | 2010             |
| 177     | Солнечный зайчик                  | Анна Борисова                     | —                                                                                       | 2010             |
| 179     | Сила воли                         | Джангир Сулейманов                | —                                                                                       | 2010             |
| 180     | Фаталисты                         | Алексей Горбунов                  | —                                                                                       | 2010             |
| 181     | Монологи                          | Александра Аверьянова             | —                                                                                       | 2010             |
| 182     | Медиум                            | Олег Мусин                        | —                                                                                       | 2010             |
| 183     | Психолог                          | Олег Мусин                        | —                                                                                       | 2010             |
| 184     | Библиотека                        | Наталья Мирзоян                   | —                                                                                       | 2010             |
| 185     | Парное макраме                    | Александра Аверьянова             | —                                                                                       | 2010             |
| 188     | Няньки                            | Алексей Горбунов                  | —                                                                                       | 2010             |
| 189     | Что принесёт ветер?               | Джангир Сулейманов                | —                                                                                       | 2010             |
| 191     | Реветь так реветь                 | Наталья Мирзоян                   | —                                                                                       | 2011             |
| 192-193 | Проверка                          | Наталья Мирзоян                   | —                                                                                       | 2011             |
| 195     | Жмурки и ангелы                   | Алексей Минченок                  | —                                                                                       | 2011             |
| 196     | Чужие голоса                      | Роман Соколов                     | —                                                                                       | 2011             |
| 197     | Профилактика                      | Роман Соколов                     | —                                                                                       | 2011             |
| 200     | Близко к сердцу                   | Наталья Мирзоян                   | —                                                                                       | 2011             |
| 201     | Самая длинная ночь                | Олег Мусин                        | —                                                                                       | 2011             |
| 202     | Невидимка                         | Олег Мусин                        | —                                                                                       | 2011             |
| 203     | Проект «Африка»                   | Наталья Мирзоян                   | —                                                                                       | 2011             |
| 204     | Австралия                         | Александра Аверьянова             | —                                                                                       | 2011             |
| 205     | Холодная война                    | Анна Борисова                     | —                                                                                       | 2011             |
| 212     | Парашют                           | Константин Бирюков                | —                                                                                       | 2012             |
| 213     | Сувенир                           | Роман Соколов                     | —                                                                                       | 2012             |
| 214     | Шахматы                           | Марина Мошкова                    | —                                                                                       | 2012             |
| 215     | Как это было                      | Алексей и Полина Минченок         | —                                                                                       | 2012             |

| № серии | Название                     | Режиссёр серии                       | Примечания                              | Год производства |
| ------- | ---------------------------- | ------------------------------------ | --------------------------------------- | ---------------- |
| 1       | Пощады не будет!             | Константин Бирюков                   | Эпизоды анимировались на студии «Atria» | 2009—2011        |
| 2       | Наказуха                     | Илья Максимов                        | Эпизоды анимировались на студии «Atria» | 2009—2011        |
| 3       | Статистика                   | Наталья Мирзоян                      | Эпизоды анимировались на студии «Atria» | 2009—2011        |
| 4       | Непрощённый                  | Роман Соколов                        | Эпизоды анимировались на студии «Atria» | 2009—2011        |
| 5       | Власть моды                  | Михаил Мещанинов                     | Эпизоды анимировались на студии «Atria» | 2009—2011        |
| 6       | Искусство кройки и житья     | Алексей Минченок                     | Эпизоды анимировались на студии «Atria» | 2009—2011        |
| 7       | Ничейный выигрыш             | Алексей Минченок                     | Эпизоды анимировались на студии «Atria» | 2009—2011        |
| 8       | Я завтрашний, я вчерашний    | Екатерина Савчук                     | Эпизоды анимировались на студии «Atria» | 2009—2011        |
| 9       | Абсолютный слух              | Александра Аверьянова                | Эпизоды анимировались на студии «Atria» | 2012             |
| 10      | Кто подставил кролика Кроша? | Олег Мусин                           | —                                       | 2012             |
| 11      | Иллюзионист                  | Алексей Горбунов                     | —                                       | 2012             |
| 12      | Только никому не говори      | Екатерина Савчук                     | —                                       | 2012             |
| 13      | Похитители времени           | Алексей Горбунов, Джангир Сулейманов | —                                       | 2012             |
| 14      | Последняя ошибка Пина        | Наталья Мирзоян                      | —                                       | 2012             |
| 16      | Упаковщики                   | Наталья Мирзоян                      | —                                       | 2012             |
| 17      | Спартакиада                  | Александра Аверьянова                | —                                       | 2012             |
| 18      | Шлагбаум                     | Анна Борисова                        | —                                       | 2012             |
| 19      | Массы и расстояния           | Наталья Мирзоян                      | —                                       | 2012             |
| 20      | Кто смеётся последним        | Александра Аверьянова                | —                                       | 2012             |
| 27      | Мой странный юмор            | Джангир Сулейманов                   | —                                       | 2013             |
| 29      | Сложные механизмы почты      | Александра Аверьянова                | —                                       | 2013             |
| 37      | Список                       | Наталья Мирзоян                      | —                                       | 2013             |

| № серии | Название                  | Режиссёр серии        | Примечания | Год производства |
| ------- | ------------------------- | --------------------- | ---------- | ---------------- |
| 1       | Слишком быстрый           | Наталья Мирзоян       | —          | 2016             |
| 2       | Приёмчики                 | Наталья Мирзоян       | —          | 2016             |
| 3       | Так и делай               | Олег Мусин            | —          | 2016             |
| 4       | Ради здоровья             | Джангир Сулейманов    | —          | 2016             |
| 5       | Притяжение земли          | Александра Аверьянова | —          | 2016             |
| 6       | Только сеть разделяет нас | Олег Мусин            | —          | 2016             |
| 7       | Бадминтон                 | Александра Аверьянова | —          | 2016             |
| 8       | СуперМегаЭкстраПрофи      | Джангир Сулейманов    | —          | 2016             |
| 10      | Объясняйтесь лыжами!      | Наталья Мирзоян       | —          | 2017             |
| 11      | Королева кёрлинга         | Джангир Сулейманов    | —          | 2017             |
| 12      | Лыжи, пули, нервы         | Олег Мусин            | —          | 2017             |

| № серии | Название                                 | Режиссёр серии         | Примечания | Год производства |
| ------- | ---------------------------------------- | ---------------------- | --- | ---------------- |
| 222     | Сплетники                                | Алексей Горбунов       | — | 2020             |
| 225     | Рок-опера и что-то ещё                   | Денис Чернов           | — | 2020             |
| 230     | Фонтан                                   | Алексей Горбунов       | — | 2020             |
| 232     | Фотография                               | Олег Мусин             | — | 2020             |
| 235     | Волшебный кувшинчик                      | Денис Чернов           | — | 2020             |
| 237     | Юристы                                   | Джангир Сулейманов     | — | 2020             |
| 241     | Виноватый                                | Денис Чернов           | — | 2020             |
| 242     | Телепат                                  | Светлана Мардаголимова | — | 2020             |
| 243     | Жизнь на облаке                          | Денис Чернов           | — | 2020             |
| 245     | Винтики                                  | Анна Борисова          | - серия по семи смертным грехам - Серия посвящена гордыне                                                      | 2020             |
| 246     | Починили                                 | Алексей Горбунов       | — | 2020             |
| 247     | Клуб разбитых сердец                     | Джангир Сулейманов     | — | 2020             |
| 248     | Золотой век                              | Джангир Сулейманов     | — | 2020             |
| 249/255 | Эмигрант                                 | Джангир Сулейманов     | — | 2020             |
| 250     | Заг                                      | Денис Чернов           | — | 2020             |
| 253     | Бирюльки                                 | Александра Ковтун      | - серия по семи смертным грехам - Серия посвящена зависти                                                      | 2021             |
| 254     | Стюардесса                               | Денис Чернов           | — | 2021             |
| 258     | Камыши                                   | Светлана Мардаголимова | — | 2021             |
| 259     | Нервный и заразный                       | Денис Чернов           | — | 2021             |
| 260     | Сказки                                   | Олег Мусин             | - серия по семи смертным грехам - Серия посвящена блуду                                                        | 2021             |
| 261     | Лекарство от всего                       | Дарья Мельникова       | — | 2021             |
| 265     | Оракул                                   | Алексей Горбунов       | — | 2021             |
| 266     | Справочное бюро                          | Джангир Сулейманов     | — | 2021             |
| 270     | Лучший отдых                             | Денис Чернов           | — | 2021             |
| 271     | Мне — мёд, тебе — приключение            | Юрий Кутюмов           | — | 2021             |
| 273     | Жажда                                    | Алексей Горбунов       | - серия по семи смертным грехам - Серия посвящена алчности                                                     | 2021             |
| 276     | Церемониймейстер                         | Джангир Сулейманов     | — | 2021             |
| 281     | Морская капуста                          | Денис Чернов           | — | 2021             |
| 282     | Причастность                             | Джангир Сулейманов     | — | 2021             |
| 288     | Адаптиция                                | Алексей Горбунов       | — | 2022             |
| 304     | Копатыч и волна                          | Денис Чернов           | — | 2022             |
| 308     | Внутреннее пространство                  | Денис Чернов           | - серия по семи смертным грехам - Серия посвящена чревоугодию                                                  | 2022             |
| 312     | Принцесса цирка                          | Денис Чернов           | — | 2022             |
| 316-317 | Глина                                    | Алексей Горбунов       | — | 2022             |
| 319     | Старики и море                           | Джангир Сулейманов     | — | 2023             |
| 320     | Лунатики                                 | Денис Чернов           | — | 2023             |
| 321     | Подлёдный лов                            | Алексей Горбунов       | — | 2023             |
| 322     | Девушка в песках                         | Светлана Мардаголимова | — | 2023             |
| 323     | Наваждение                               | Денис Чернов           | — | 2023             |
| 324     | Повод для жизни                          | Джангир Сулейманов     | - серия по семи смертным грехам - Серия посвящена унынию                                                       | 2023             |
| 325     | Средь шумного бала                       | Денис Чернов           | — | 2023             |
| 326     | Неизвестный кот в ящике                  | Джангир Сулейманов     | — | 2023             |
| 327     | Труба                                    | Роман Соколов          | — | 2023             |
| 328     | Берег там!                               | Светлана Мардаголимова | — | 2023             |
| 329     | Душеприказчики                           | Алексей Горбунов       | — | 2023             |
| 330     | Музыка                                   | Алексей Горбунов       | — | 2023             |
| 4       | Главный герой                            | Светлана Мардаголимова | - одна из серий спин-оффа «Смешарики снимают кино» - Сценарий был дополнен Вадимом Бочановым                   | 2023             |
| ?       | Такой умный, такой добрый, такой хороший | —                      | - серия по семи смертным грехам - Серия посвящена гневу - по неизвестным причинам серия не была экранизирована | —                |

## Награды и признания[15]
- 7 сентября 2020 г. Национальная анимационная премия «Икар» в номинациях «Сценарист» и «Эпизод» за сериал «Приключения Пети и Волка».
- 12 июля 2019 г. Главные призы за анимацию в «Орлёнке» получили фильмы «Так быстро…» и «Снежная королева: Зазеркалье».
- 8 апреля 2019 г. Национальная анимационная премия «Икар» в номинациях «Сценарист» и «Стартап» за сериал «Приключения Пети и Волка».
- 12 августа 2016 г. Призы и дипломы фестиваля «Окно в Европу» раздали в Выборге.
- 13 ноября 2013 г. «Шерлок Холмс и чёрные человечки» Александра Бубнова — победитель фестиваля «Мультивидение».
- 11 октября 2012 г. Состав Художественно-Экспертного совета утверждён на заседании Правления Ассоциации анимационного кино.
- 3 марта 2012 г. Подведены итоги 17-го Открытого Российского фестиваля анимационного кино в Суздале.
- 15 марта 2009 г. Вручены призы XIV Открытого фестиваля в Суздале. Гран-при — у Елены Черновой за «Солдатскую песню».
- 3 марта 2008 г. Подведены итоги XIII открытого фестиваля анимационного кино в Суздале.